# Адлейба, Зураб Кибеевич
Зураб Кибеевич Адлейба (род. Абхазская ССР) — член Правительства Республики Абхазия; с 9 сентября 2010 года — Председатель Государственного комитета Республики Абхазия по репатриарции.

## Биография
В молодые годы работал на комсомольской работе, а после войны — в правительстве Абхазии.
В 2009 году был полномочным представителем Президента Республики Абхазия в Российской Федерации.
Указом президента Абхазии назначен на должность руководителя аппарата Кабинета министров.
9 сентября 2010 года указом президента Абхазии освобождён от должности руководителя аппарата Кабинета министров и назначен Председателем государственного комитета по репатриации. При формировании нового кабинета министров, 14 октября 2011 года указом президента утверждён в своей должности.